# Theridion onticolum
Theridion onticolum là một loài nhện trong họ Theridiidae.
Loài này thuộc chi Theridion. Theridion onticolum được Herbert Walter Levi miêu tả năm 1963.